# Sven Fahlman
Sven Torsten Fahlman (Stoccolma, 11 luglio 1914 – Sollentuna, 23 giugno 2003) è stato uno schermidore svedese, vincitore di una medaglia d'argento nella scherma ai giochi olimpici.